# Мирина
Мирина (гр:Μύρινα, ен:Myrina) град је у грчкој и седиште округа Лимнос, као и највеће насеље истоименог острва Лимнос, у периферији Северни Егеј.

## Географија
Мирина се налази у источном делу грчке државе. Град је смештен у западном делу острва Лимнос, у природној луци - омањем заливу. Источно до града издижу се брда.
Клима у Мирини је средоземна, са жарким и дугим летима и благим и кишовитим зимама.

## Историја
Град Мирина је веома старо насеље, а први назнаци насељавања на њеоговом подручју вежу се за рану антику. У доба антике област Мирине и Лемноса је била део подручја старе Грчке. У 4. веку острво пада под власт античке Македоније. Владавина Римљана започела је у 2. веку п. н. е. и острво је било у саставу провинције Азије.
Средњи век обележен је дугим византијским раздобљем од 6 векова битисања на острву. То је било време мира и благостања на острву. 1204. године после пада Цариграда од стране Крсташа Митилена је привремено била под њима до 1225. године. Те године оно се припаја обновљеној Византији, али под јаким утицајем Млетачке републике, која током 14. века, преузима власт над острвом и тиме спречава најезду Турака. Ово раздобље трајало је до 1657. године када отоманско царство заузима Мирину и острво.
1822. године на острву се јављају одјеци Грчког устанка, подигнутом у западним деловима Грчке, али будући да је на острву живело знатан број муслимана, веће акције се нису могле предузети. Ово подручје поново постало део савремене Грчке тек 1912. године. После Грчко-турског рата 1923. године на острву се населило много грчких избеглица из оближње Мале Азије, а острвски Турци су исељени у матицу.
Други светски рат и Грађански рат у Грчкој су тешко погодили ову област и град Мирину. Префектура је протеклих деценија била осавремењена, али то није спречило исељавање становништва из њеног већег дела, поготово из планинског подручја на северу и истоку. Развој туризма спречио је одлив становништва и допринео афиримацији живота на острву. Град је током овог раздобља био поштеђен многих проблема везаних за префетуру, тј. њен сеоски део.

## Становништво
Мирина данас има око 5.000 становника у граду (1/3 острвског становништва) и око 7.500 на нивоу општине. Становништво су углавном етнички Грци. Током последњих пописа број становника се кретао следећим начином:

## Привреда
Мирина је најважније привредно, управно и културно средиште острва, као и дистрибутивни центар за пољопривреду околних села. Туризам се развија протеклих деценија, а томе доприносиу и очувано старо градско језгро са бројним тихим и узаним улицама, црквама и малим трговима.
Град је и значајна лука. Поред тога, град поседује и међународни аеродром, удаљен пар километара од града и упослен највише лети током главне туристичке сезоне.